# Pseudomys pilbarensis
Pseudomys pilbarensis — вид гризунів з родини мишевих (Muridae), родом з Австралії